# Bengt Crantz
Bengt Ivar Crantz, född 25 juli 1916 i Toarp Älvsborgs län, död 2001, var en svensk målare. 
Crantz, som var son till lantbrukaren Richard Krantz och Lovisa Hult, studerade en kort period vid Otte Skölds målarskola men var i huvudsak autodidakt som konstnär. Han ställde ut separat i bland annat Göteborg och Stockholm, och som medlem i konstnärsgruppen Dalslandsmålarna medverkade han i gruppens samlingsutställningar.
Crantz är representerad vid Moderna museet, Malmö museum och i Herman Gotthardts samling.